# Prioniturus waterstradti
Prioniturus waterstradti (лат.) — птица семейства попугаевых. Ранее рассматривался как подвид горного ракеточника (Prioniturus montanus waterstradti).

## Распространение
Эндемик острова Минданао (Филиппины).

## Образ жизни
Населяют субтропические и горные влажные тропические леса.

## Угрозы и защита
Находится под угрозой исчезновения из-за потери естественной среды обитания.